# راهبرد آمریکا در افغانستان (۲۰۱۷)
راهبرد آمریکا در افغانستان (۲۰۱۷) روز دوشنبه ۲۱ اوت توسط دونالد ترامپ رئیس‌جمهور آمریکا، طی یک سخنرانی در برابر نظامیان ویرجینیا، در پایگاه فورت مایر اعلام شد. این سخنرانی پس از چند ماه انتظار برای تعیین راهبرد دولت جدید ایالات متحده در افغانستان انجام شد و طی آن ترامپ گفت که با خروج شتاب زده نیروهای نظامی از افغانستان موافق نیست، اما در عین حال قصد صحبت پیرامون شمار نظامیان آمریکایی یا جزئیات عملیات نظامی در این کشور را ندارد. ترامپ گفت، «شانزده سال پس از حملات تروریستی یازده سپتامبر، مردم آمریکا از آن بیم دارند که این جنگ به پیروزی منتهی نشود، جنگی که بیش از شانزده سال طول کشیده‌است؛ طولانی‌ترین جنگ تاریخ آمریکا.»
پیش از این دونالد ترامپ دربارهٔ راهبرد جدید آمریکا جلساتی را با وزرا و مشاوران خود در کمپ دیوید برگزار کرده بود. در این نشست جیمز متیس وزیر دفاع، مایک پنس معاون رئیس‌جمهوری آمریکا، رکس تیلرسون وزیر امور خارجه، مایک پمپئو رئیس سازمان سیا و اچ آر مک مستر مشاور امنیت ملی ترامپ حضور داشتند.

## پیشینه
بعد از بیرون کشیدن بخش اعظمی از نیروهای آمریکایی از افغانستان و سپردن بخشی از حفاظت شهرها به نیروهای افغانی، وضعیت امنیتی افغانستان پس رفت جدی داشت و برخی از شهرها توسط نیروهای طالبان و داعش تصاحب شد و داعش نیز دست به عملیات تروریستی گسترده در شهرهای افغانستان زد. بطوری که نیروهای آمریکایی علی‌رغم کم شدن آمارشان در افغانستان تلفات زیادی در این دوران داشتند.

## سخنرانی ترامپ
سرتیتر سخنرانی ترامپ دربارهٔ راهبرد جدید ایالات متحده آمریکا در افغانستان:
- مردم آمریکا از جنگ بدون پیروزی بیزارند، و این آن چیزی است که در افغانستان در شرف انجام است و ما اجازه آن را نخواهیم داد.
- جنگ ۱۷ ساله افغانستان طولانی‌ترین جنگ در تاریخ آمریکا است و من خودم را در نومیدی مردم آمریکا سهیم می‌دانم.
- بعد از تحلیف به وزیر دفاع و امنیت ملی دستور دادم که یک بررسی جامع از تمامی گزینه‌های استراتژیک در افغانستان و آسیای جنوبی بعمل آورند.
- انگیزه من بیرون کشیدن نیروها بود ولی تصمیمات وقتی در پشت میز کاخ سفید و رئیس‌جمهور باشید بسا متفاوت است.[۳]
- به سه جمعبندی در مورد منافع آمریکا در افغانستان رسیدم، اول اینکه بایستی در برابر فدای بیکرانی که شده‌است به نتیجه ای شرافتمندانه برسیم، کشور ما مستحق پیروزی است، افغانستان مرکز تروریست‌های ۱۱ سپتامبر است که نبایستی دیگر تکرار شود.[۳]
- در سال ۲۰۱۱ آمریکا به‌طور شتابزده و به خطا از عراق بیرون کشید و در نتیجه دستاوردهایی که به سختی بدست آمده بود بدست تروریست‌ها و دشمنان افتاد.[۳][۷]
- امروزه ۲۰ سازمان تروریستی خارجی لیست گذاری شده در افغانستان و پاکستان فعال می‌باشند که بالاترین تمرکز را از هر منطقه ای در جهان دارند.

## راهبرد جدید
دونالد ترامپ رئیس‌جمهور آمریکا دوشنبه شب ۲۱ اوت ۲۰۱۷ راهبرد جدید آمریکا در افغانستان را حول محورهای زیر اعلام کرد:
- ما در مورد تعداد نیروهایمان یا طرح‌هایمان در مورد فعالیت‌های بیشتر نظامی مان صحبت نخواهیم کرد.
- شرایط در صحنه نبرد و نه جداول زمانی اختیاری استراتژی ما را هدایت خواهد نمود.
- رکن اساسی دیگر استراتژی جدیدمان ادغام تمامی ابزار قدرت آمریکا اعم از سیاسی اقتصادی و نظامی به جانب نتیجه ای موفقیت‌آمیز خواهد بود.
- آمریکا به حمایت خود از دولت افغانستان و ارتش افغانستان در حالی که با طالبان در صحنه مقابله می‌کنند ادامه خواهد داد. نهایتاً این بر عهده مردم افغانستان است که آینده خود را رقم بزنند و بر جامعه خود حکومت کنند و به صلح پایدار دست یابند.
- در افغانستان و پاکستان منافع آمریکا روشن است. ما باید احیای مناطق امنی که آمریکا را تهدید می‌کند متوقف کنیم و ما باید از دستیابی تروریست‌ها به مواد اتمی جلوگیری کنیم که علیه ما یا هر نقطه ای در جهان استفاده شود.[۳]
- من پیشاپیش محدودیت‌های دولت قبلی که بر رزمندگان ما اعمال کرده بود را لغو کردم که نمی‌گذاشت وزیر دفاع و فرماندهان ما در صحنه به‌طور کامل و سریع علیه دشمن جنگ را به پیش ببرند.
- از این به بعد پیروزی تعریف مشخص دارد: حمله به دشمنانمان و از بین بردن داعش و داغان کردن القاعده و جلوگیری از طالبان که افغانستان را تسخیر کند و متوقف ساختن حملات کلان ترور علیه آمریکا قبل از اینکه در هم ادغام شوند.

## موضع گیری‌ها و واکنش‌ها

### آمریکا
- لیندسی گراهام، سناتور جمهوریخواه بعد از سخنرانی ترامپ گفت «به تصمیم ترامپ و تصمیم قاطعی که در این رابطه گرفت افتخار کرده و احساس آرامش می‌کنم.»
- جان مک کین سناتور جمهوریخواه گفت، «من رئیس‌جمهور ترامپ را به خاطر اتخاذ گامی بزرگ با این استراتژی جدید برای افغانستان در جهت درست، مورد ستایش قرار می‌دهم.»[۸]
- باب کروکر سناتور دمکرات گفت که از مواضع رئیس‌جمهور ترامپ در مورد افغانستان حمایت می‌کنم.[۹]
- پال رایان رئیس مجلس نمایندگان آمریکا گفت، نطق امشب پرزیدنت ترامپ هم رد سیاست‌های جرج بوش و هم رد سیاست‌های باراک اوباما بود که هر سال یک استراتژی را معرفی می‌کردند، و او موضوع جامع تری را مطرح کرد. سخنان پرزیدنت ترامپ در واقع آغازگر «دکترین جدید ترامپ» بود.[۳]

### افغانستان
- رئیس‌جمهور افغانستان از استراتژی ترامپ در مورد افغانستان استقبال کرد و فرصت پیش آمده برای جنگ با تروریسم در منطقه روابط بین مردم آمریکا و افغانستان را تجدید می‌کند. عبدالله عبدالله نفر دوم رسمی قدرتمند افغانستان در کنار رئیس‌جمهور از طرح جدید استقبال کرد.[۱۰]
- سخنگوی طالبان، ذبیح‌الله مجاهد در واکنش به طرح جدید آمریکا گفت، آمریکا بجای جنگ در افغانستان بایستی نیروهایش را از افغانستان خارج کند و تا زمانی که یک سرباز آمریکایی در افغانستان حضور داشته باشد جهاد ما ادامه خواهد داشت.[۷][۱۰]

### ناتو
- ژنرال ینس استولتنبرگ رئیس ناتو از طرح جدید ترامپ در مورد افغانستان استقبال کرد. وی گفت که بعد از سال ۲۰۱۵ بیش از ۱۲ هزار نیروی کشورهای عضو ناتو در افغانستان برای آموزش نیروهای امنیتی افغانی کمک می‌کنند. در صورت نیاز کشورهای عضو می‌توانند تعداد نیروهای خود در افغانستان را افزایش دهند.[۱۰]

### سایر کشورها
- سخنگوی وزارت خارجه چین از سخنان ترامپ در مورد عدم صداقت پاکستان در جنگ با تروریسم استقبال کرد و گفت که پاکستان از اینکه می‌گوید در جبهه جنگ با تروریسم می‌باشد دروغ می‌گوید.[۱۰]
- وزیر امور خارجه هندوستان از طرح جدید دونالد ترامپ و سخنان وی که از پاکستان خواسته‌است که کمک به تروریست‌ها را متوقف کند استقبال کرد.[۱۰]

## تعداد نیروهای آمریکایی در افغانستان
در حال حاضر (۲۰۱۷) تعداد ۸۴۰۰ نظامی آمریکایی در افغانستان حضور دارند که بیشتر آن‌ها مشغول آموزش نظامیان افغان و فعالیت‌های مستشاری هستند. ژنرال نیکولسن، فرمانده ارشد نظامی آمریکا در افغانستان پیش تر خواستار اعزام چهار هزار نظامی دیگر به این کشور شده بود.
جیمز متیس که روز ۲۱ اوت ۲۰۱۷ به‌طور ناگهانی به بغداد سفر کرده بود در پاسخ خبرنگاران گفت که پنتاگون هنوز تصمیمی در مورد چه تعداد نیرو به افغانستان اعزام خواهد شد اتخاذ نشده و بعد از اینکه ژنرال دنفورد رئیس ستاد مشترک آمریکا طرح خود را در این رابطه داد، وی تصمیم خواهد گرفت.